# 資興市
資興市（しこう-し）は中華人民共和国湖南省郴州市に位置する県級市。

## 行政区画
- 街道：唐洞街道、東江街道
- 鎮：滁口鎮、三都鎮、蓼江鎮、興寧鎮、州門司鎮、黄草鎮、湯渓鎮、清江鎮、白廊鎮
- 民族郷：回竜山ヤオ族郷、八面山ヤオ族郷